# Об этом забывать нельзя
«Об этом забывать нельзя» — советский художественный фильм, вышедший в 1954 году.

## Сюжет
Действие происходит после Великой Отечественной войны в одном из городов Западной Украины. Видный украинский писатель-коммунист Александр Гармаш написал книгу, в которой заклеймил врагов мира. Пользуясь приёмами идеологической диверсии, иностранная агентура стремится вывести из строя писателя-борца, организуя через местную газету его травлю. Однако поскольку поколебать стойкость писателя не удаётся, враги пытаются убить Гармаша. Осуществить свои коварные планы им мешает бдительность советских людей. Параллельно с основной драматической коллизией в фильме разворачивается линия студента-поэта Ростислава Данченко, которого враги пытаются втянуть в преступную деятельность.
В основу фильма положена реальная история жизни Ярослава Галана (1902—1949), украинского писателя и публициста, непримиримо боровшегося с националистами и клерикальными церковниками-униатами. В 1949 году он был убит в своей квартире во Львове националистами-оуновцами. В фильме в соответствии с царившей в те годы в советском искусстве теорией бесконфликтности герой остаётся жив.

## В ролях
- Сергей Бондарчук — Александр Гармаш, писатель
- Лидия Смирнова — Анна Дашенко
- Ольга Жизнева — Евдокия Гармаш
- Елена Гоголева — Мария Бантыш
- Николай Плотников — Всеволод Ярчук, доцент университета
- Александр Хвыля — Леонид Коршун, ректор университета
- Валентина Ушакова — Галина Коршун, комсорг
- Вячеслав Тихонов — студент-поэт Ростислав Данченко
- Николай Крючков — Родион Егоров, шофёр
- Вера Орлова — Глаша, домработница
- Борис Тенин — Марьян Максимович, следователь
- Юрий Лавров — Николай Вольский, резидент
- Лаврентий Масоха — Фёдор Бойко
- Георгий Юматов — студент